# Hidd SCC
Hidd SCC  is een Bahreinse voetbalclub. De club speelt anno 202 in Bahreinse tweede divisie.
De club in in 1945 opgericht in Al Hidd, Muharraq Bahrein.

## Erelijst
- Premier League : 2015-2016, 2019-2020 (2x)
- Bahraini King's Cup : 2015 (1x)
- Bahraini FA Cup : 2015, 2017 (2x)
- Bahraini Super Cup : 2015, 2016 (2x)

Al-Ahli · Al Hala · Al-Hidd · Al-Shabab · Al-Muharraq · Al-Najma · Al-Riffa SC · Busaiteen · East Riffa · Manama